# أنطوان هوبينوت
انطوان هوبينوت (23 نوفمبر 1990 بباريس في فرنسا - ) هو لاعب كرة قدم أمريكي وفرنسي في مركز الهجوم. لعب مع فيلادلفيا يونيون ونادي سينسيناتي ونادي رينو 1868 وCentral Jersey Spartans ‏ ونادي بان.

## وصلات خارجية
- أنطوان هوبينوت على موقع الدوري الأمريكي (الإنجليزية)
- أنطوان هوبينوت على موقع إي إس بي إن إف سي (الإنجليزية)
- أنطوان هوبينوت على موقع قاعدة بيانات كرة القدم.إي يو (الإنجليزية)
- أنطوان هوبينوت على موقع Soccerway.com (الإنجليزية)
- أنطوان هوبينوت على موقع عالم كرة القدم.نت (الإنجليزية)
- أنطوان هوبينوت على موقع AS.com (الإسبانية)